# Хайнрих фон Щралендорф
Хайнрих фон Щралендорф (на немски: Heinrich von Stralendorff; † 1543/1547) е благородник от стария род Щралендорф от Мекленбург с резиденция в Щралендорф, господар в Голдебее (днес част от Бенц при Висмар) и Щрьомкендорф в Мекленбург-Предна Померания, съветник в Мекленбург.
Той е син на Вике фон Щралендорф († сл. 1490) и съпругата му Мария фон Кос (* ок. 1480), дъщеря на Мартин фон Кос († сл. 1480), господар в Тешов и Камин, и Анна фон Преен (* ок. 1450). Потомък е на Хайнрих фон Щралендорф († сл. 1228), рицар при графа на Шверин.
Внук му фрайхер (1607) Леополд фон Щралендорф (* ок. 1545; † 4 септември 1626 в Хайлигенщат) е императорски таен съветник и имперски вице-канцлер и е баща на Петер Хайнрих фон Щралендорф, фрайхер фон Голдебее (* 1580; † 18 октомври 1637), става имперски вице-канцлер на Свещената Римска империя, издигнат на граф, но е бездетен.

## Фамилия
Хайнрих фон Щралендорф се жени за Анна Доротея фон Дриберг († 1550/1552), дъщеря или сесра на Ханс фон Дриберг († сл. 1545) и Маргарета фон Шарфенберг. Те имат пет деца:
- Вике фон Щралендорф, женен за Анна фон Флотов; имат син и дъщеря
- Йоахим фон Щралендорф († 1581), женен за Анна фон дер Люе (* ок. 1530); имат два сина и две дъщери
- Мете фон Щралендорф (* пр. 1518; † пр. 8 април 1573), омъжена 1518 г. за Тидеке (Дитерих) фон Хобе (* пр. 1518; † пр. 1561)
- Улрих фон Щралендорф (* 1506; † 26 декември 1576), женен I. за Метта фон Оертцен († пр. 1550), II. за Маргарета фон Камптц (* 1520; † 14 март 1586); има общо син и три дъщери
  - Леополд фон Щралендорф (* ок. 1545; † 4 септември 1626 в Хайлигенщат), фрайхер (1607), 1607 г. имперски вице-канцлер
- Урсула фон Щралендорф († 1590), омъжена 1525 г. за Гюнтер фон Финеке († пр. 7 септември 1560)